# 三陸はるか沖地震
三陸はるか沖地震（さんりくはるかおきじしん）は、1994年（平成6年）12月28日21時19分に、日本の三陸沖（青森県八戸市の東方沖約180km）で発生したMj 7.6（Mw 7.7 - 7.8）の日本海溝のプレート境界断層の活動による地震である。震央は北緯40度25.8分 東経143度44.7分 / 北緯40.4300度 東経143.7450度。最大震度は八戸市で観測された震度6。揺れによって八戸市を中心に死者3人・負傷者788人の人的被害、全壊72棟・半壊429棟などの物的被害を生じた。気象庁はこの地震を「平成6年 (1994年) 三陸はるか沖地震」と命名した。

## 概要

### メカニズム
- M5前後の初期破壊の後、主破壊が生じた。
- 全継続時間は55秒前後。
- 断層長さ L=138kmと推定[6]。
- 震源域は、1968年十勝沖地震の南側約30kmでほぼ重なる[7]。
- 最大すべり量は4.0m、平均すべり量は1.2m[2]。

震源となる海域では、日本列島が乗る北アメリカプレートに太平洋プレートが相対速度約9cm/年の速度で沈み込んでおり、これらのプレートの境界で生まれる歪みが解消されるときに地震が発生する。この海域では固有地震以外にも10年程度の間隔でプレート間地震が起こり、同様の傾向が千島海溝周辺に見られる。
震源域やアスペリティ（固着域）の位置関係から、（実際は三陸沖北部地域で発生している）1968年十勝沖地震で破壊されずに残った部分が今回の地震で破壊されたという説もあるが、文部科学省の地震調査研究推進本部は「三陸沖北部地震」には含まず、固有地震ではないとしている。

### 各地の震度
| 震度 | 都道府県 | 観測点                   |
| ---- | -------- | ------------------------ |
| 6    | 青森県   | 八戸                     |
| 5    | 青森県   | むつ・青森               |
| 5    | 岩手県   | 盛岡                     |
| 4    | 北海道   | 函館・苫小牧・浦河・帯広 |
| 4    | 青森県   | 五所川原・七戸           |
| 4    | 岩手県   | 宮古・大船渡・葛巻・花巻 |
| 4    | 秋田県   | 大館                     |

- また、青森県大畑町・天間林村・市浦村でも震度4を観測している[9]。
- 青森県三沢市では、住友化学工業三沢工場が独自に設置していた地震計で震度6を観測しているが、気象庁の観測点ではないため正式な震度としては扱われていない[10]。

### 余震
この地震の最大の余震は、本震から10日後の1995年（平成7年）1月7日7時37分37秒に岩手県沖で発生したMj 7.2（Mw 7.0）の地震だった。青森県八戸市、岩手県盛岡市・葛巻町で最大震度5を観測し、津波注意報が発表されたが、津波は観測されなかった。

### 前兆現象
本震の1か月程度前から周辺の地震活動が低下していた。

## 津波
地震の規模に比べ発生した津波の規模は小さかった。また、各地で観測された津波の第一波は押し波で、最大波は2～3時間後であった。
- 21時23分、東北地方の太平洋沿岸に津波警報が、津軽海峡・日本海沿岸・陸奥湾・北海道南東沿岸に津波注意報が発表された。緊急警報放送も実施された。
- 北海道から東北地方の太平洋沿岸では、岩手県宮古市の55cmを最高に津波が観測されたが、被害は無く、23時45分に津波警報・注意報は解除された[12]。

## 被害
- 死者3人[13]・負傷者788人（重傷66人）[4]
- 全壊72棟・半壊429棟・一部損壊9021棟

### 影響
- 八戸市朔日町[14]で営業中のパチンコ店が倒壊。地震発生当時200人以上の客が来店しており、2名が死亡した。
- JR東日本東北本線（現在の青い森鉄道青い森鉄道線）の青森県八戸市河原木字見立山[15][16][17]で、線路の路床が崩落した。復旧は12月31日22時46分[18]と比較的早かったり、八戸 - 青森間ではバスによる代行輸送が実施されたものの、年末の帰省時期[19]と重なったため、帰省客など多くの乗客に影響が出た。また、地震発生の直前には上野行きの臨時列車急行八甲田が当該箇所を通過しているが、地震発生時は八戸駅停車中であったため地震の影響による大惨事を免れていた[20]。当時は寝台特急「はくつる」・「北斗星」などの首都圏と青森・北海道方面を結ぶ寝台列車も運行されていたが、これらは盛岡以北は田沢湖線[21]と奥羽本線に迂回して運行された[22]。
- 八戸市など三八上北地方では県道や市町村道などが崩落・陥没したり亀裂が発生した所が多数発生した[23]。
- 百石町（当時）に設置されている自由の女神像は奇しくも、設置日から4年後の同じ日に腕が損壊した[24]。
- 102ヵ所の道路と87ヵ所の港湾・漁港が被災した[4]。
- 約9万6,000戸が停電したほか、約4万2,000戸が断水した[4]。

## 法的措置
- 激甚災害法適用。激甚災害法は、1995年1月27日に閣議決定され、同年2月1日に政令交付された[25]。

## その後
- 20日後に発生した兵庫県南部地震（阪神・淡路大震災）における神戸も本地震の八戸と同じく震度6と発表されたが、被害の規模に大きな差があり、当時8段階に分かれていた気象庁震度階級が翌年10段階に改正されるきっかけとなった。
- 建築物の応急危険度判定が初めて実施された。
- 被害に比べ名称がさわやかすぎるとして地元が改名を気象庁に要求し、震源域名を命名しただけの気象庁は困惑した。
- 2001年の気象庁マグニチュードの改定によって、地震の規模がMj 7.6と改められた（改定前は7.5）。
- 2011年3月11日15時08分に当地震の震源域南隣でM 7.4(Mw 7.4)の地震（東北地方太平洋沖地震の余震）が発生した。[26]